# Johannes Tilemann

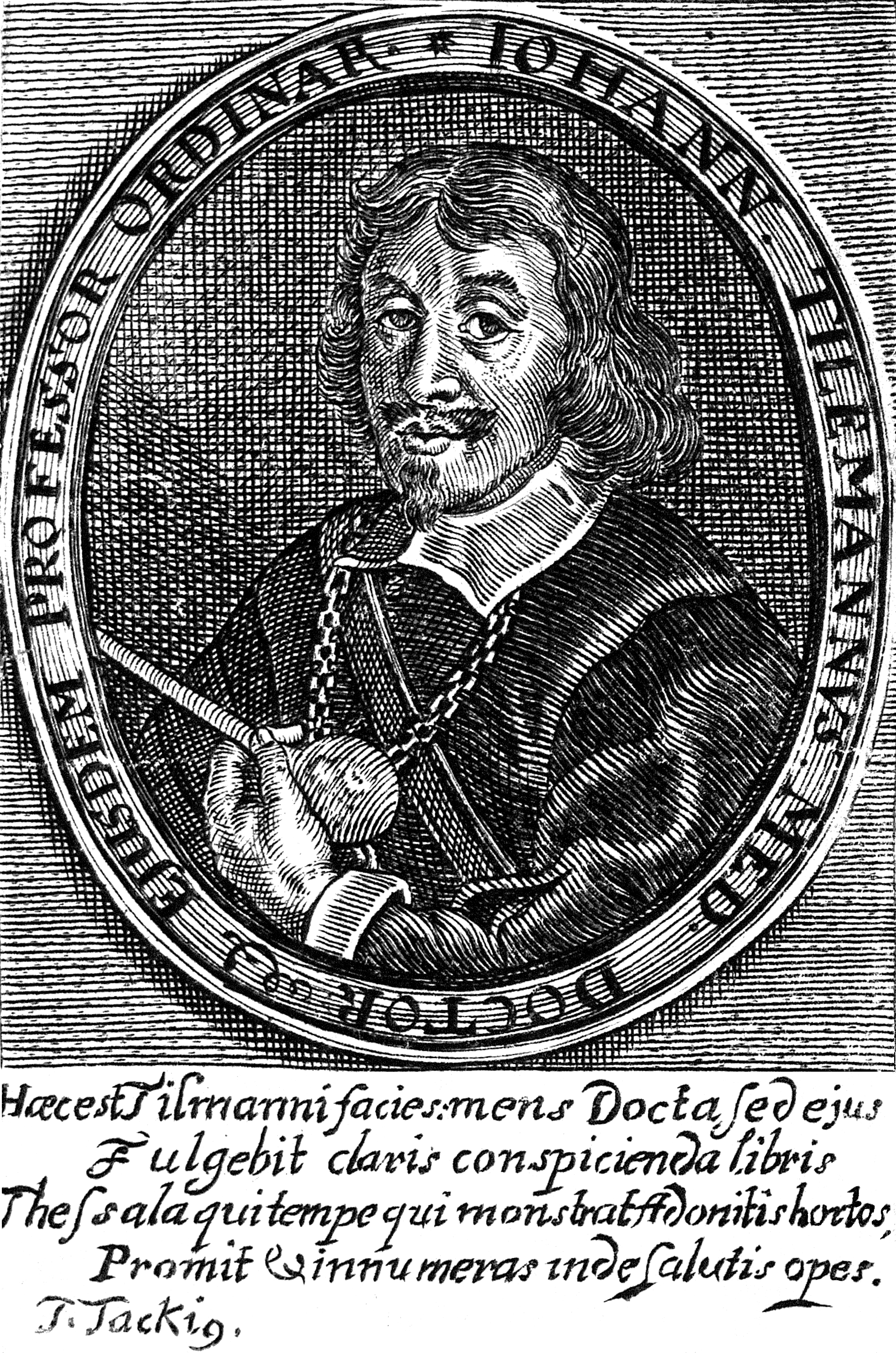
Johannes Tilemann, Stich aus seinem Werk Aphorismi Hippocratis, 1650

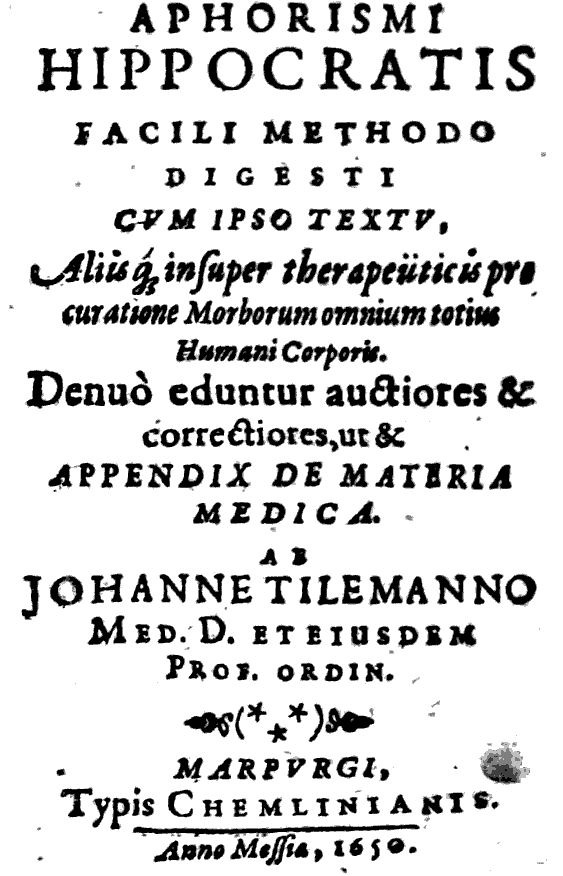
Titelblatt von Johannes Tilemanns Buch Aphorismi Hippocratis, 1650

Johannes Tilemann, auch Johannes Tillemann (* ca. 1605 in Wertheim am Main; † 24. März 1682 in Brixen), war Professor der Medizin an der Universität Marburg und Konvertit zum katholischen Glauben, später Leibarzt des Kurfürsten von Mainz sowie Stadtmedikus in Schmalkalden und in Brixen.

## Leben und Wirken
Tilemann studierte Medizin in Marburg und promovierte am 23. Februar 1636. Schon 1637 erhielt er hier eine ordentliche Professur, die er bis 1653 innehatte. 1648 wurde Rektor der Universität. In Marburg veröffentlichte er mehrere medizinische Bücher und Schriften, welche ihn bekannt machten; 1648 verstarb dort seine erste Frau.
Der Mediziner trat zum katholischen Glauben über, konnte deshalb nicht mehr an der Universität Marburg lehren und wirkte ab 1655 als Leibarzt des Mainzer Kurfürsten Johann Philipp von Schönborn.
1660 verheiratete er sich in Schmalkalden erneut und wurde für kurze Zeit dort Stadtmedikus. Vermutlich infolge seines katholischen Bekenntnisses kam es zu Auseinandersetzungen mit seiner Frau und deren dort eingesessenen Familie, weshalb er 1661 die Stadt verließ. Es wurden in der folgenden Zeit viele Gerüchte über ihn in die Welt gesetzt, u. a. er habe seine Frau vergiften wollen, er sei Jude geworden und Ähnliches mehr. Selbst der Artikel von Johannes Kretzschmar (1864–1947) in der Allgemeinen Deutschen Biographie kolportiert solche Dinge.
Johann Tilemann hielt sich nach seinem familiär bedingten Weggang aus Schmalkalden in Speyer, Regensburg, Wien, Rom und Padua auf. Schließlich ließ er sich während der Regierungszeit von Fürstbischof Sigmund Alphons von Thun  (1663–1677) in Brixen nieder, wo er als Arzt praktizierte und sehr angesehen war. Thuns Nachfolger Bischof Paulinus Mayr schätzte Tilemann und seine medizinische Tätigkeit so sehr, dass er ihm bei seinem Ableben, auf dem Brixner Friedhof, ein ehrendes Grabmal errichten ließ. Johann Tilemann machte durch sein Testament eine Stiftung von fünf jährlichen Hl. Messen und einer am Sonntag nach dem Fest des Ärztepatrons St. Pantaleon zu haltenden medizinisch-moralischen Predigt, wozu er in der Stiftungsurkunde selbst sehr viele Gedanken und Anregungen gab. Zum Erben seines beträchtlichen Vermögens setzte er die Jesuiten-Kollegien in Mainz und Würzburg ein. Die „Beyträge zur Geschichte der bischöflichen Kirche Säben und Brixen in Tyrol“, Band 8 (1832) halten fest, dass Johann Tileman infolge der Konversion zur katholischen Kirche „von seinem eigenen Sohn und den nächsten Anverwandten viele Verfolgungen“ erduldet habe.